# Lutjanus fulvus
Lutjanus fulvus is een straalvinnige vis uit de familie van snappers (Lutjanidae) en behoort tot de orde van baarsachtigen (Perciformes). De vis kan een lengte bereiken van 40 centimeter.

## Leefomgeving
Lutjanus fulvus komt zowel in zoet als zout water voor. Ook in brakwater is de soort waargenomen. De vis prefereert een tropisch klimaat en heeft zich verspreid over de Grote Oceaan en Indische Oceaan. De diepteverspreiding is één tot 75 meter onder het wateroppervlak.

## Relatie tot de mens
Lutjanus fulvus is voor de visserij van aanzienlijk commercieel belang. In de hengelsport wordt er weinig op de vis gejaagd. Tevens wordt de soort gevangen voor commerciële aquaria.
Voor de mens is Lutjanus fulvus potentieel gevaarlijk, omdat er vermeldingen van ciguatera-vergiftiging zijn geweest.